# Даценко Сергій Олександрович
Сергі́й Олекса́ндрович Даце́нко (6 вересня 1987, Київ, СРСР) — колишній український футболіст, захисник.

## Життєпис
Сергій Даценко народився у Києві, футболом починав займатися в місцевій ДЮСШ «Зміна-Оболонь». Перший тренер — Георгій Панайотович Навразиіді. З часом продовжив навчання в школі «Динамо» під проводом Олександра Петракова. Після завершення навчання грав за «Динамо-3» у другій лізі чемпіонату України. Далі змінив безліч команд, ніде не затримуючись більш ніж на один сезон.
У 2011 році перейшов до «Полтави». У команді «городян» за два з половиною сезони став віце-капітаном і провідним гравцем, був стабільним гравцем основи полтавців. З цією командою пройшов шлях з другої ліги до першої, встиг непогано проявити себе і на новому рівні. Після звільнення з «Полтави» підтримував форму на Меморіалі Макарова у складі київської «Енергії».
У липні 2014 підписав контракт з білоруським клубом «Торпедо-БелАЗ». На той момент основні захисники жодинців Артем Челядинський і Сергій Сосновський були травмовані, тому в центрі захисту зумів закріпитися Даценко разом зі своїм співвітчизником Сергієм Мельником. Українець залишався гравцем основи до кінця сезону 2014. У сезоні 2015 вже міцно грав в центрі захисту автозаводців, іноді також використовувався на позиції правого захисника. У липні 2015 року продовжив контракт з клубом до кінця сезону. З вересня 2015 року не з'являвся на полі через травму. У січні 2016 року по закінченні контракту покинув жодинський клуб. 
У лютому того ж року повернувся в Україну, де уклав контракт з київською «Оболонню-Бровар». У липні 2017 року в Даценка закінчився контракт з київським клубом, який він вирішив не продовжувати. Натомість Сергій  прибув на перегляд в білоруський «Дніпро» (Могильов) і в підсумку підписав контракт. У складі «дніпрян» закріпився в на позиції основного центрального захисника. У січні 2018 року покинув клуб.
На початку січня 2018 року Сергій Даценко залишив розташування могильовського «Дніпро» (Могильов), а вже за декілька днів уклав угоду з київським «Арсеналом».
На початку 2019 року завершив ігрову кар'єру, але залишився в «Арсеналі», увійшовши в тренерський штаб клубу.

## Досягнення
- Срібний призер Національного дивізіону Молдови (1): 2006/07
- Переможець групи «Б» другої ліги чемпіонату України (1): 2011/12